# Emília Nadal
Emília Nadal Baptista da Silva GOM (n. Lisboa, 1938) é uma artista plástica multimedia portuguesa que dedica-se à pintura, desenho, gravura, video-performance e objectualismo. Ela é vencedora dos Prémios Anunciação e Prêmio Lupi de Pintura pela Academia Nacional de Belas Artes de Lisboa, e do XVIº Prémio de Desenho Joan Miró (Barcelona). O seu trabalho está espalhado em diversos museus e galerias de Portugal.

## Biografia
Emília Nadal entrou para o curso de cerâmica decorativa na Escola Artística António Arroio em 1949. Licenciou-se em Pintura na Escola Superior de Belas-Artes de Lisboa em 1960. Em 1974, iniciou-se na gravura com Maria Gabriel e Ilda Reis, na Cooperativa Gravura e em 1983, frequentou um workshop de holografia na Goldsmiths’ College, da Universidade de Londres.

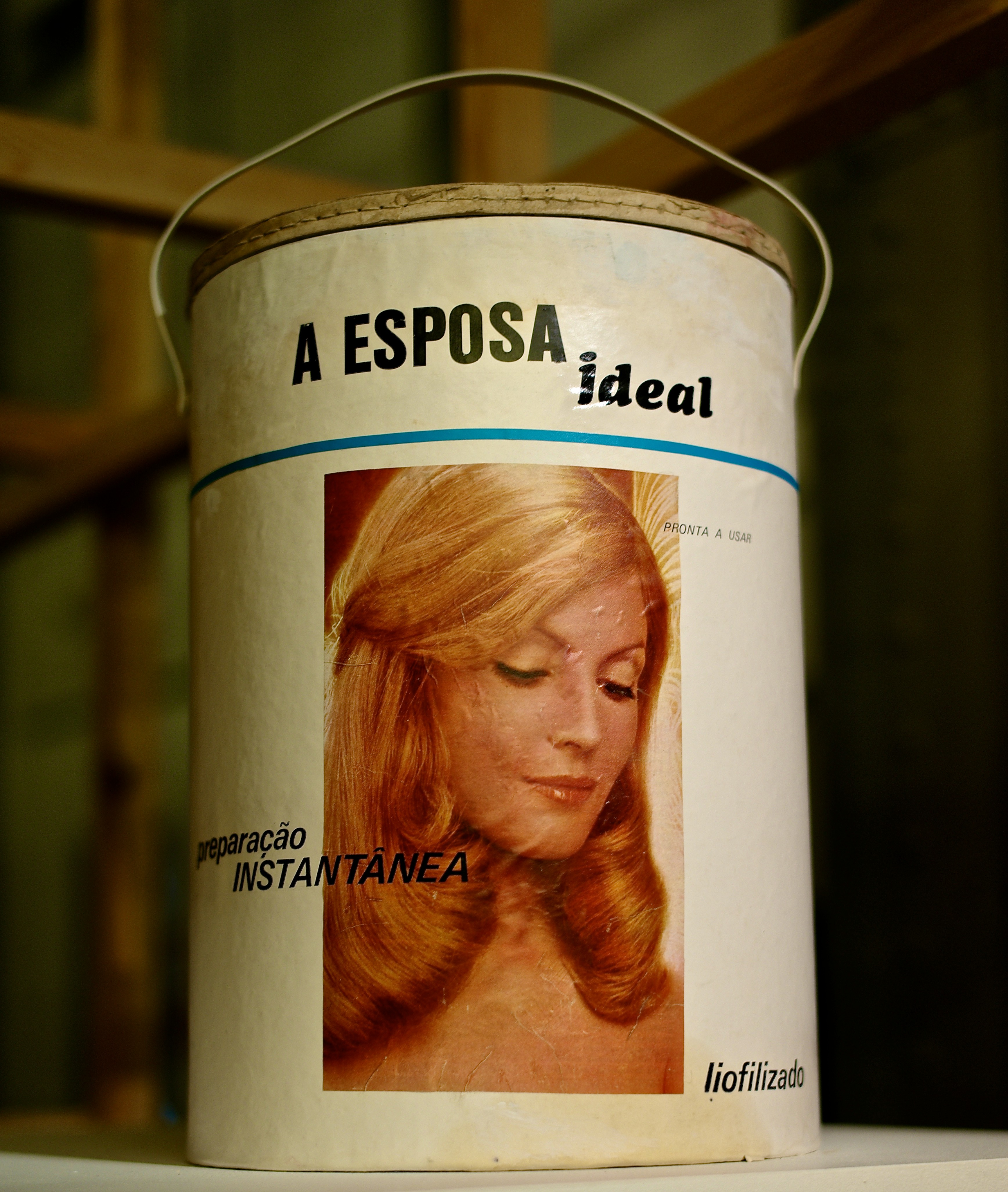
A Esposa Ideal, Emília Nadal (1977). Exposição no Museu da Eletricidade, Lisboa.

Mesmo durante a ditadura militar em Portugal, Emília cultivou o cosmopolitismo e um caráter de crítica social em seu trabalho, rompendo tabus e demais interdições. Um exemplo disso é sua série de aguarelas-gouaches de 1973 contra a guerra colonial, que viria a influenciar a intervenção da artista no painel colectivo de 10 de Junho de 1974, promovido pelo Movimento Democrático de Artistas Plásticos. Além disso, sua obra criticou o consumismo capitalista e os papéis de gênero. 
Emília Nadal questionou os modelos femininos de esposa ideal instituídos pelo Estado Novo, usando linguagens e metodologias de filiação Pop Art, segundo interpretação muito própria. Na série Embalagens para Produtos Imaginários, destacam-se os trabalhos de 1977, Mulher ideal e A esposa Ideal. De um modo geral, é possível afirmar que a obra artística de Emília Nadal reflecte criticamente problemas estruturais e abrangentes da sociedade portuguesa e, nessa óptica, reconfigura o acto criativo nas suas dimensões social e política, abrindo frestas para lúcida e sensível experimentação do real.
A partir de 1973 expôs individualmente em galerias e instituições culturais de Lisboa, Porto, Madrid, Paris, Coimbra, Vila Real, Évora, Silves, Funchal, Macau, Angra do Heroísmo, Ponta Delgada, Lamego e no Centro Cultural de Cascais. Participou em numerosas exposições colectivas de desenho, pintura e gravura no país e no estrangeiro. 
O seu trabalho está presente nas colecções do Centro de Arte Moderna da Fundação Calouste Gulbenkian, no Museu de Arte Contemporânea de Serralves, no Museu de Arte Moderna, na Colecção Berardo no Centro Cultural de Belém, na Galeria de Arte Contemporânea do Funchal; Núcleo de Arte Contemporânea Doação José-Augusto França do  Museu Municipal de Tomar; na Caixa Geral de Depósitos e do Banco Comercial Português.  

## Obra

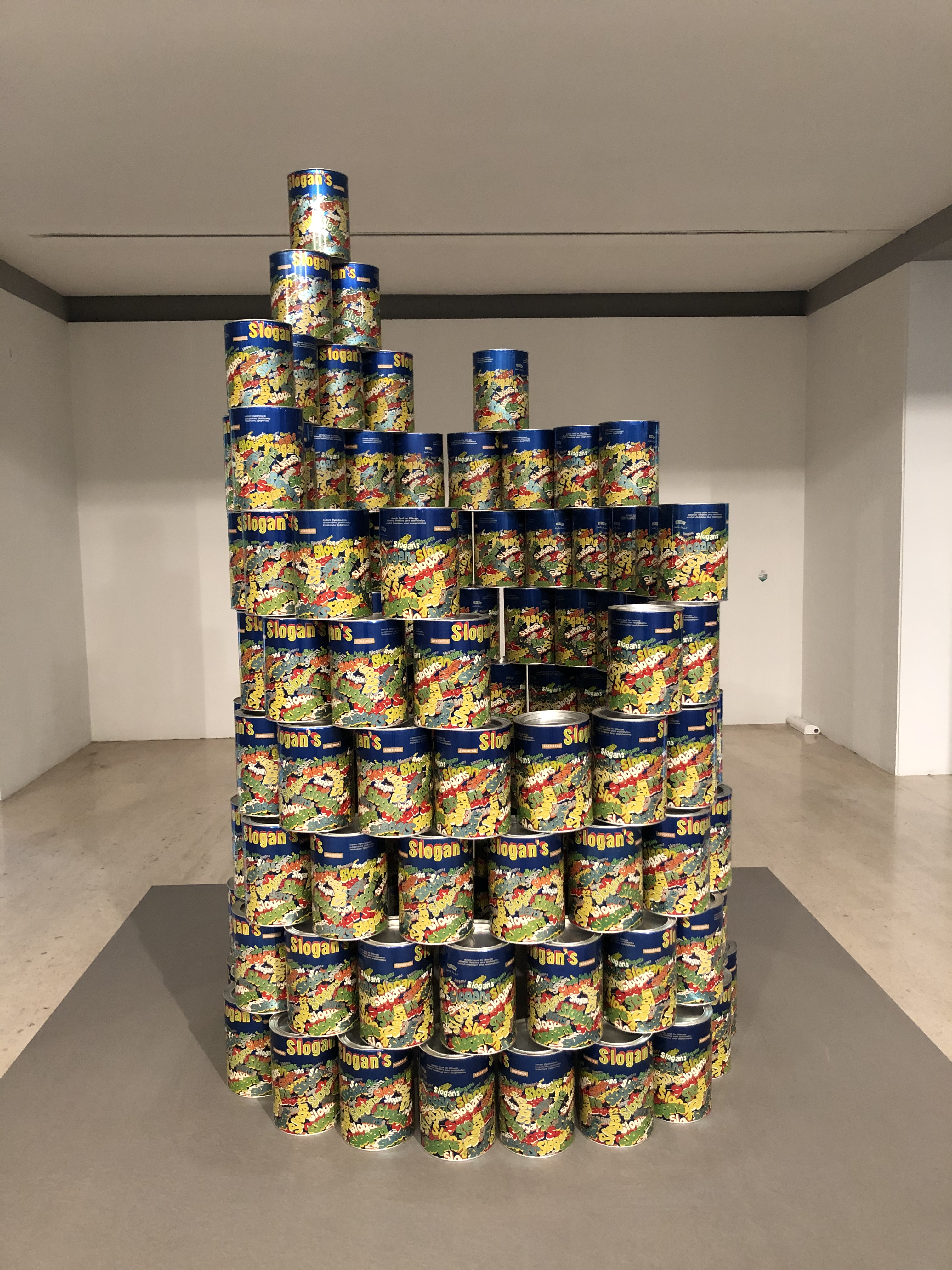
Emília Nadal (n.1938) Slogan's - Alimento Dietético para Analfabetos, 1978.

### Exposições Individuais[4]
1973 – Lisboa. Galeria Ottolini. “As Caixas” “Os Ovos”
1976 – Lisboa. Galeria de Arte Moderna – SNBA. “Dez Decomposições”, “Dois temas de Jerónimo Bosch
1976 – Madrid. Galeria PROPAC. “Decomposições”, “OVNIS”, “Paisagens Imaginárias”, “Suspensões”
1977 – Porto. Museu Nacional Soares dos Reis, “Propostas para a embalagem de conteúdos naturais e imaginários liofilizados

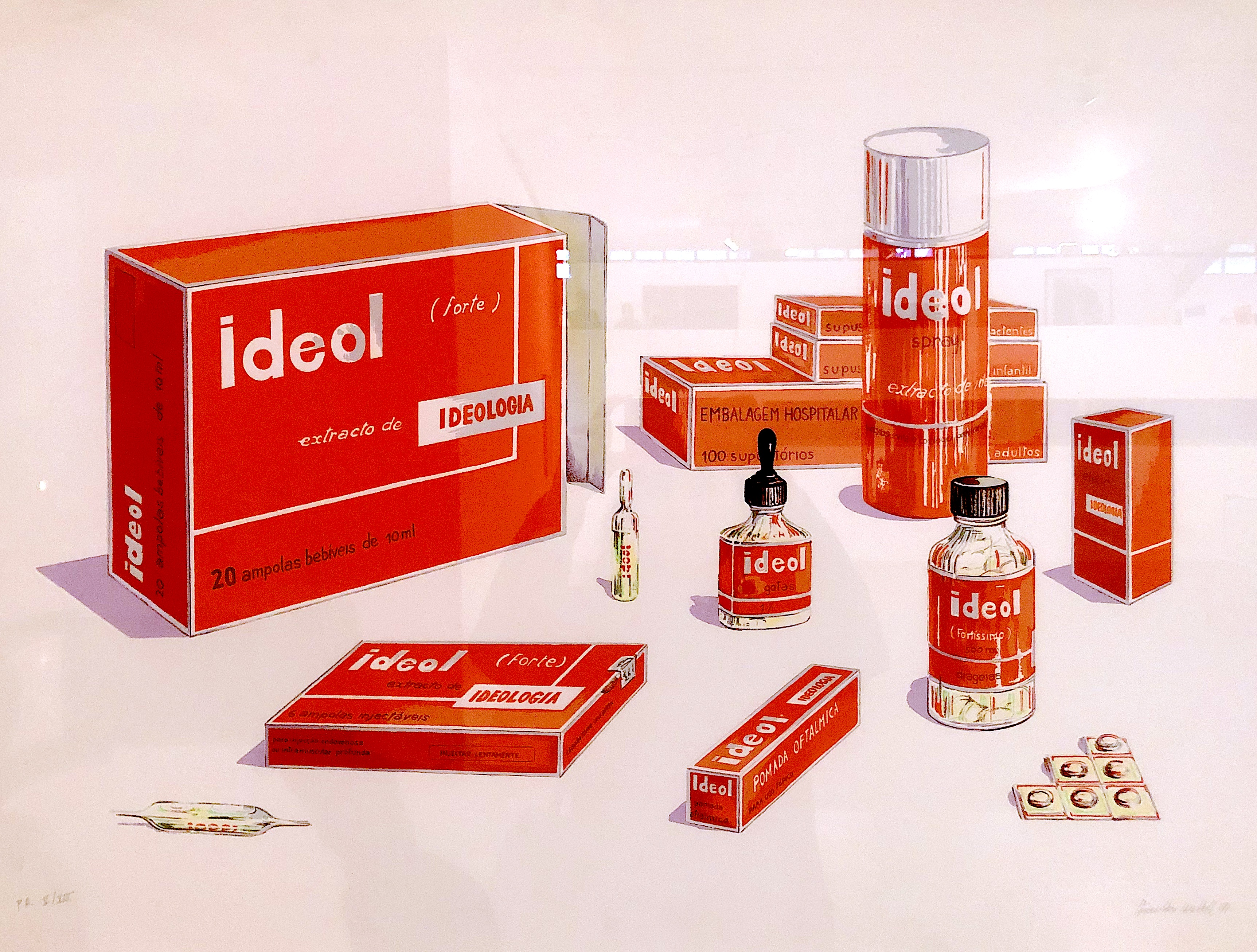
Ideol, 1977, serigrafia sobre papel.

1977 – Lisboa. Galeria Dinastia. “Embalagens”
1978 – Madrid. Galeria Yguanzo. “Envases”
1978 – Lisboa. Galeria 111. “Slogan’s” - Múltiplo em alumínio. Assemblages
1979 – Porto. Galeria Zen. “Slogan’s”. 1980– Lisboa. Jardim da Fundação Gulbenkian. Apresentação dos pacotões “Skop” e “Slogan’s”
1981 – Coimbra. Círculo de Artes Plásticas. “Slogan’s”, “Embalagens”. Pintura, desenho, gravura e Performance
1983 – Paris. Centro Cultural Português da Fundação Gulbenkian. “Paysages Obliques” 
1983 – Porto. Galeria Zen. “Paisagens Voadoras”, “Paisagens Oblíquas” 
1983 – Vila Real, Fundação Casa de Mateus: “Paisagens Voadoras”, “Paisagens Oblíquas”, “Suspensões”, “Rupturas”
1984– Funchal. Galeria Quetzal., “Dez Anos de Pintura”
1986 – Lisboa. Galeria S. Mamede. “Temas do Apocalipse”, “Jardins Impenetráveis” 
1987 – Lisboa. Galeria S. Mamede. “S.Miguel e o Dragão”, “Os Cavaleiros”. 
1987 - Apresentação da monografia “Emília Nadal”, de Manuel Rio de Carvalho. Edição Imprensa Nacional-Casa da Moeda 
1988 – Paris. Centro Cultural da Fundação Gulbenkian. “L’Artiste du Mois”- gouaches 
1988 – Lisboa. Museu Nacional do Traje. “O Traje na Dança”. Desenhos, maquetes e figurinos
1988 – Estoril.Teatro Mirita Casimiro. “Desenhos para Cena”. Desenhos e maquetes
1989 – Macau. Arquivo Histórico. Desenho. “Paisagens Imaginárias“
1992 – Lisboa. Galeria S. Mamede. “Figuração da Luz”
1995 – Évora. Eborensia Galeria. “A Figuração dos Mitos”
2004 – Fátima. Galeria S. Miguel. “Via Crucis”
2005 – Angra do Heroísmo. Palácio dos Capitães Generais. “Canção da Terra” 
2005 – Ponta Delgada. Academia das Artes dos Açores. “Canção da Terra”. Projecção de “Iris”- pintura e vídeo
2005 – Tomar. Galeria dos Paços do Concelho. Exposição Antológica 1973-2005 
2006 – Silves, Museu Municipal de Arqueologia. “Landscapes” 1972-2006  (Antológica)
2009 – Lamego, Casa do Poço. “Transparências”. Exposição e Colóquio sobre vida e obra
2011 – Cascais, Centro Cultural de Cascais, Fundação Dom Luis. “Tudo o que Acontece”
2011 – Castelo Branco, Centro Cultural de Castelo Branco.”Metáforas do Feminino”
2013 – Viana do Castelo, Museu de Artes Decorativas. “Tempo de Ver”
2015 – Setúbal, Museu de Arqueologia e Etnologia do Distrito de Setúbal. “Imperativos 1970-2015. O Tempo e as Circunstâncias”
2015 -  Lisboa, Galeria S. Mamede.“O Tempo e a Forma”

### Exposições Colectivas[4]
2000 – “Mote e Transfigurações”, Sociedade Nacional de Belas Artes (SNBA), Lisboa
2001 – Silent Life, Festival dos Capuchos, Monte da Caparica.
2002 – Cem Anos, Cem Artistas, Sociedade Nacional de Belas Artes (SNBA), Lisboa
2003 – XIIª Bienal Internacional de Arte Contemporânea, Vila Nova de Cerveira. Exposição do Prémio Amadeu de Souza-Cardoso em Amarante.
2003 -  Percursos de um Dramaturgo, Museu Nacional do Teatro, Lisboa
2004 – Em nome do Espírito Santo, Arquivo Nacional da Torre do Tombo, Lisboa. 
2004 - O Vício da Liberdade. Arte e Desenhos Publicitários”, Museu de Arte Moderna, Colecção Berardo. 
2004 - Pop Art & Co, Bunka Mura Museum, e outros Museus; Japão. IPOR – “15 Anos 15 Artistas”, Museu de Macau, Casa Garden e Livraria Portuguesa, Macau
2006 – 50 Anos de Gravura Portuguesa. Uma Plataforma para o Futuro”, Palácio da Galeria (Tavira) e Sociedade Nacional de Belas Artes (Lisboa)
2007 – 50 Anos de Arte Portuguesa, Fundação Calouste Gulbenkian, Lisboa
2008- You Can´t Go Home Again (ou…A Revolta dos Manequins), Museu da Marioneta, Lisboa
2009 – Desenhos na Colecção Manuel de Brito, Palácio Anjos, Algés. “Pintura com Afectos”, Armazém das Artes, Alcobaça
2009 - O 25 de Abril 30 anos depois, Associação Projecto, Vila Nova de Cerveira
2009 -  25º Aniversário da Fundação de Serralves, Porto
2010 – Anos 70: Atravessar Fronteiras, CAM - Fundação Calouste Gulbenkian, Lisboa.
2010 - Tudo o que é sólido dissolve-se no ar. O social na Colecção Berardo, CCB, Lisboa
2012 – Riso: uma exposição a sério, Museu da Electricidade - Fundação EDP, Lisboa.
2012 -  Um Texto-Uma Obra: Homenagem a Fernando de Azevedo, SNBA, Lisboa
2013 – Sob o Signo de Amadeo. Um Século de Arte nos 25 Anos do CAM, Fundação Calouste Gulbenkian, Lisboa
2014 – A Liberdade da Imagem: Design e Comunicação Visual em Portugal 1974-1986, Casa Museu Guerra Junqueiro, Porto. 
2014 - Arte Hoje, SNBA, Lisboa

### Outros Projectos
Criação de cenários e figurinos para o Ballet Gulbenkian, Teatro Nacional D. Maria II, ACARTE/TEC e SPA (1974-1985).
Performance “Episódios” para o programa de Ana Hatherly na RTP 1, “Obrigatório não Ver” (1980).
Happening “Eating Slogan´s” no Círculo de Artes Plásticas, em Coimbra (1981).
Mural em betão para a Biblioteca João Paulo II-UCP e instalações para concertos no Festival dos Capuchos (1986-1991) e no Centro Cultural de Belém (Natal – 2000);
Desenho da "toga preta" do traje doutoral da Universidade Católica Portuguesa (2000).
Projecto multimédia sobre a composição musical “Iris”, de João Pedro Oliveira, para o Festival de Música de Leiria - 2001.
Projecto de remodelação do presbitério da Sé de Faro (2003) e peças sacras de pintura, mobiliário e ourivesaria (1965-2005).

### Colecções Públicas
Colecção Moderna Museu Calouste Gulbenkian, Lisboa.
Fundação de Serralves,Porto.
Colecção Berardo, Lisboa.
Museu Nacional do Teatro, Lisboa.
Colecção Caixa Geral de Depósitos.
CB.C.P
Galeria de Arte Contemporânea do Funchal
Núcleo de Arte Contemporânea, doação de José-Augusto França, em Tomar.

## Prémios
- Prémio Anunciação 1958[8]
- Prémio Lupi 1958[8]
- Em 2025, o Governo português atribuiu-lhe a medalha de mérito cultural.[9]